# 2010 في نيوزيلندا
فيما يلي قوائم الأحداث التي وقعت خلال عام 2010 في نيوزيلندا.

## رياضة
- 1 يناير – رالي نيوزيلندا 2010
- 1 يناير – نيوزيلندا في كأس العالم 2010

## أفلام
من الأفلام التي صدرت هذه السنة في نيوزيلندا:
- 1 يناير – بوي من إخراج تايكا وايتيتي.

## وفيات

### يناير
- 12 يناير – إليزابيث مودي (مواليد 1939) ممثلة نيوزيلندية.

### مارس
- 25 مارس – بن قاسكوين (مواليد 1915)